# Republică prezidențială
     Republici prezidențiale
     Republici prezidențiale unde puterea executivă este legată de parlament
     Republici semi-prezidențiale

Republici prezidențiale
Republici prezidențiale unde puterea executivă este legată de parlament
Republici semi-prezidențiale

O republică prezidențială este o formă de guvernământ în care președintele este atât șeful statului, cât și șeful executivului.
În vreme ce sistemul vest-european rezultat al constituționalismului alocă președintelui o poziție eminamente reprezentativă (dezbrăcarea de putere a monarhilor din trecut), Constituția SUA îi dă președintelui o putere considerabilă. Președintele SUA este șeful statului, al guvernului, șeful armatei și ministrul de externe. El nu depinde de Parlament (aici nu poate fi vorba de un sistem parlamentar) și nu constituie un guvern în sensul cunoscut al cuvântului, numind în schimb secretari de stat cu statut de consilieri, pe care președintele poate să îi revoce din funcție după bunul său plac. O altă formă de sistem prezidențial este cea din Franța, elaborată sub Ch. de Gaulle (Constituția din 1958), mai ales în ceea ce privește deciziile plebiscitare (încă de pe vremea lui Napoléon I și Napoléon III). În ambele cazuri, Parlamentul se află pe plan secund, iar puterea executivă se află în mâinile legislativului.

## Republici prezidențiale
- Afganistan
- Angola
- Argentina
- Benin
- Bolivia
- Brazilia
- Burundi
- Chile
- Columbia
- Comore
- Republica Congo
- Coreea de Sud
- Costa Rica
- Cipru
- Republica Dominicană
- Ecuador
- El Salvador
- Filipine
- Gambia
- Ghana
- Guatemala
- Honduras
- Indonezia
- Kenya
- Liberia
- Malawi
- Maldive
- Mexic
- Myanmar
- Nicaragua
- Nigeria
- Palau
- Panama
- Paraguay
- Seychelles
- Sierra Leone
- Statele Unite
- Sudan
- Sudanul de Sud
- Suriname
- Turcia
- Turkmenistan
- Uruguay
- Venezuela
- Zambia
- Zimbabwe